# Манос, Трасивулос
Трасивулос Манос (греч. Θρασύβουλος Μάνος ; 1835, Нафплион, Греческое королевство — 1922, Афины Греческое королевство) — греческий офицер XIX века. Отмечен историографией Греко-турецкой войны 1897 года в роли командующего «Армией Эпира».

## Биография
Трасибулос Манос родился в Нафплионе в 1835 году, в семье Константина Маноса.
Семья была родом из известных фанариотов Маносов, а также из македонян Кастории. Трасибулос Манос последовал военной карьере.
В 1862 году Манос принял участие в революции в Нафплионе, против абсолютизма короля Оттона:497.
Во время Критского восстания 1866 года Манос отправился добровольцем на восставший остров. Был ранен в сражении при Вафе, попал в плен и был отправлен турками в Константинополь. Пробыл в плену 2 года.
После освобождения из плена вернулся в состав армии.
С 1886 по 1894 год был начальником Военного училища эвэлпидов:210.
В непродолжительной, сколь и «странной» греко-турецкой войне 1897 года, разыгранной европейскими банковскими кругами, при содействии королевского двора, Манос, в звании полковника принял командование, так называемой, «армии Эпира», на второстепенном, Эпирском, фронте.
По оценке Александра Мазаракиса, генерала и впоследствии историка, сам Манос был мужественным и благородным человеком, способным командиром, но не располагал тактическим образованием и опытом для командования большим независимым соединением. Эти его слабости, вкупе с отсутствием какого либо плана операций со стороны центрального командования и отсутствия опытного штаба, вместе с малыми располагаемыми силами, стали, по мнению Мазаракиса, причиной того, что Маносу не удалось достичь ничего значительного на эпирском фронте:213.
Несмотря на незначительные силы, которыми он располагал, Манос предпринял наступление, вступил в османский Эпир и 12 (24) апреля 1897 года занял Филиппиаду, перерезав тем самым дорогу между Яниной и Превезой. Турки были в панике. Однако вместо того, чтобы немедленно атаковать и занять Янину, Манос распылил свои силы в бесцельных маленьких операциях.
Последовавший бой в Пенте Пигадия, по оценке французского публициста и историка Анри Туро, «можно было бы считать победоносным», однако «неожиданно и по совсем непонятным причинам», осторожный Манос приказал своим войскам отступить:218.
1 мая Манос предпринял новое наступление и сразился с турками, получившими к тому времени подкрепления, у Грибово. Туро описывает героизм солдат Маноса, в особенности майора Папаяннопулоса, однако сил для победного завершения у Маноса не было. Он отступил на исходные позиции на государственной границе:220.
После свёртывания войны и опасаясь реакции возмущённой толпы, Манос не посмел высадиться в городе Патры и на шхуне выбрался в Коринф, а оттуда в Афины:213.
В 1909 году полковник Манос отказался возглавить антимонархистский подпольный «Военный союз» офицеров и «Союз» возглавил полковник Николаос Зорбас:279.
Трасивулос Манос умер в Афинах в 1922 году в звании генерал-майора.
Трасивулос Манос был одним из членов Комитета подготовки первых Олимпийских игр современности, вместе со своим сыном, поэтом Константином Маносом.
Другой сын Маноса, Манос, Петрос (1871—1918) стал кавалерийским офицером и принял участие в Борьбе за Македонию, внучка, Манос, Аспасия (1896—1972), хоть и не королевских кровей, стала женой Александра I, короля Греции, другая внучка, Ману, Раллу (1915—1988), стала известной танцовщицей и хореографом.